# Château de Kinbane
 (avril 2016).
Le château de Kinbane est un ancien château fort désormais en ruines du XVIe siècle situé à Cregganboy (district de Moyle), dans le comté d'Antrim en Irlande du Nord. Construit en 1547 par Colla MacDonnell, frère du chef du clan MacDonnell d'Antrim pour défendre leurs possessions en Antrim face aux Anglais, il a été assiégé à de nombreuses reprises au milieu du XVIe siècle lors de leurs expéditions, notamment en 1551 et 1558. À la mort de Colla en 1557, le château est passé à son frère Sorley Boy qui l'a échangé en 1571 avec Gillaspick, fils de Colla. À la mort accidentelle de ce dernier en 1571, il a été offert comme récompense de leur service à un chef de clan allié, Owen MacEoin Dubh MacAlister, 2e de Loup, chef du clan MacAlister. Il est resté la propriété de ses descendants jusqu'au XVIIIe siècle.
Aujourd'hui en ruines, il est classé comme monument historique et protégé.

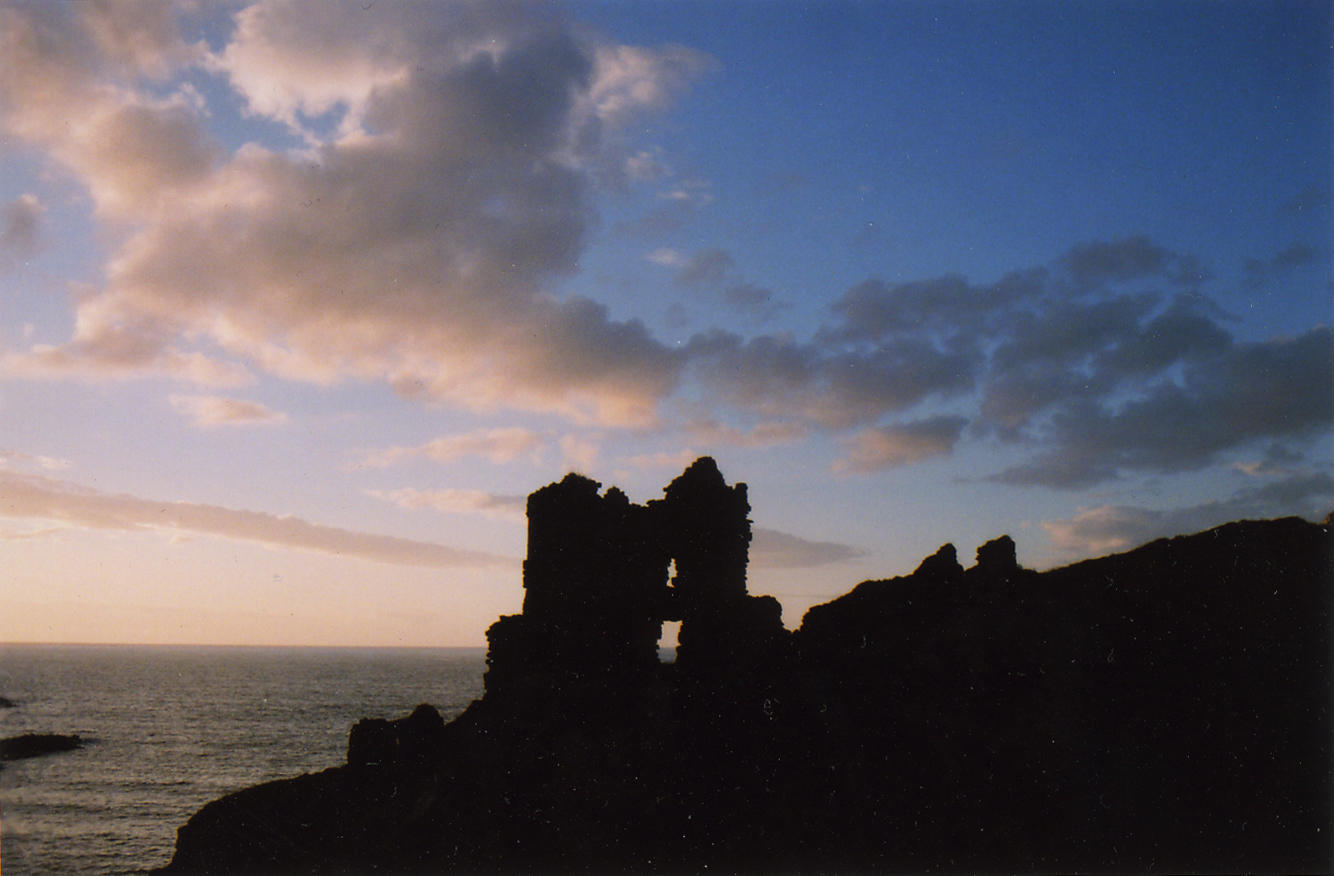
Le château de Kinbane au crépuscule

## Source
- (en) Cet article est partiellement ou en totalité issu de l’article de Wikipédia en anglais intitulé « Kinbane Castle » (voir la liste des auteurs).